# Juniperus gracilior
Juniperus gracilior là một loài thực vật hạt trần trong họ Cupressaceae. Loài này được Pilg. mô tả khoa học đầu tiên năm 1913.